# Maria Einsiedeln (Immelstetten)

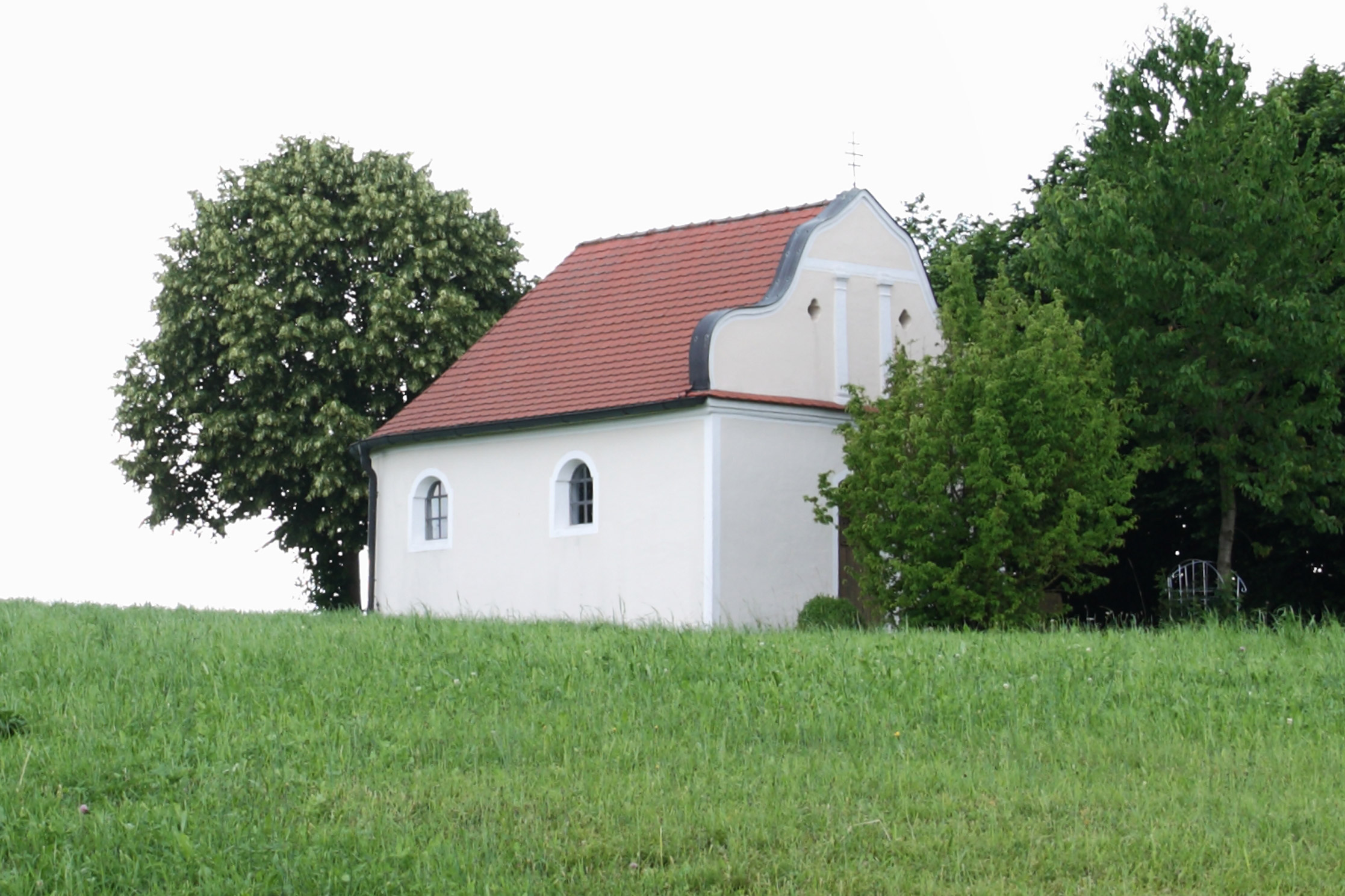
Ansicht der Kapelle aus Südost

Maria Einsiedeln ist eine römisch-katholische Kapelle im oberschwäbischen Immelstetten, einem Teilort von Markt Wald. Sie liegt etwa 300 Meter westlich der südlichen Ortshälfte. Sie dürfte im ersten Viertel des 18. Jahrhunderts erbaut worden sein. Eine Renovierung fand 1963 statt.

## Baubeschreibung
Der Rechteckbau besitzt eine neue Holzdecke und im Westen einen halbrunden Schluss. Die Stichbogentür am Westende der Nordseite ist neueren Datums. Je ein kleines, eingezogenes und rundbogiges Fenster befindet sich an den Längswänden. An der Ostfassade befindet sich eine vermauerte Korbbogentür. Das Giebelsohlgesims ist profiliert, der Giebel dreilappig geschweift. Zwei Pilaster reichen in den höheren Mittelabschnitt hinein. Daneben befindet sich je ein kleines Vierpassloch.

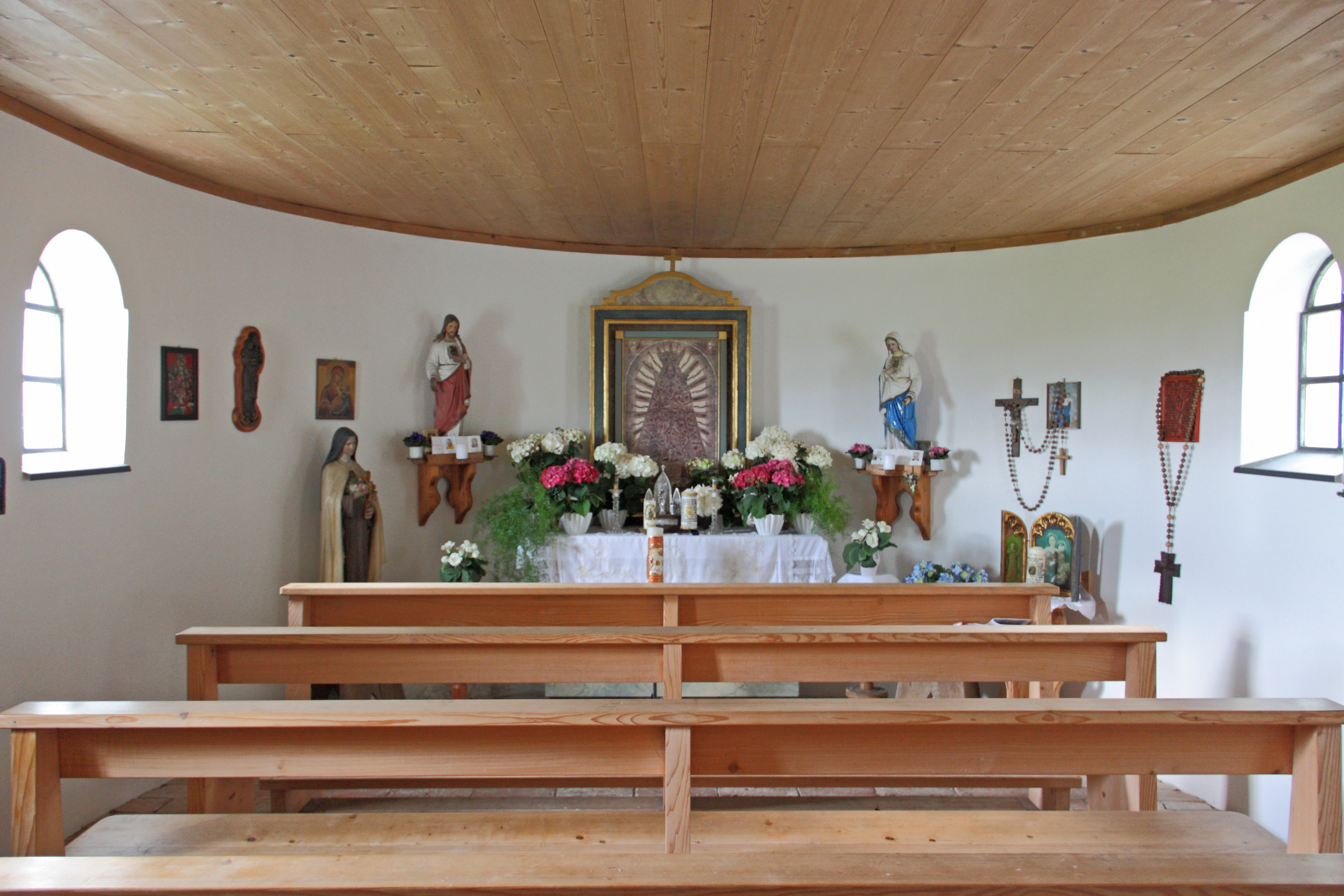
Innenansicht der Kapelle

## Innenausstattung
Der Altar an der Ostwand ist modern mit einem großen Holzschnitt der Muttergottes von Einsiedeln. Diese Darstellung wurde von J. St. Öchslin im 18. Jahrhundert geschaffen. Aus der Mitte des 18. Jahrhunderts stammen ein gefasstes Kruzifix und eine gefasste Mater Dolorosa. Ein heiliger Vitus im Kessel stammt aus dem 18. Jahrhundert.

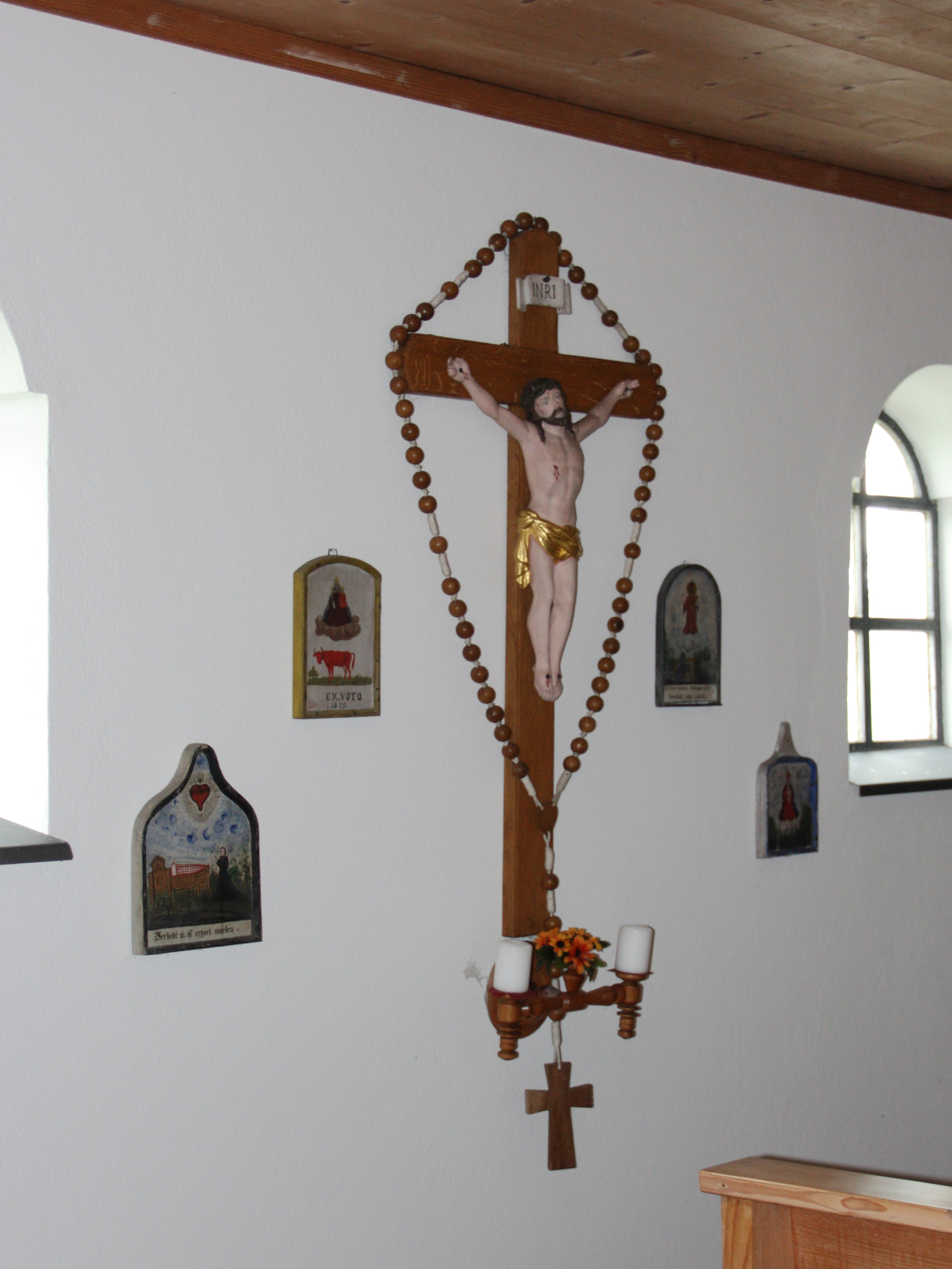
Kruzifix an der Nordwand der Kapelle

Der aus der Mitte des 18. Jahrhunderts stammende Kreuzweg besteht aus 14 kleinen Leinwandbildern, die in großen Kartuschen mit Rocaillerahmen zusammengefasst sind.
Mehrere Votivbilder zieren die Kirche. An der Nordwand zeigt eines eine Kuh und ein Stifterpaar. Darüber ist eine Muttergottes zu sehen. Die Inschrift lautet „EX VOTO 1838 gm in Wald“. Ein weiteres mit der Mater Dolorosa stammt aus dem 19. Jahrhundert. Das nächste zeigt eine Stifterin mit Rappen und kleinerem Schimmel. Die Inschrift eines Gnadenbildes darüber lautet: „Verlobt im Jahr 1840 G. Wald“. Ein aus dem 19. Jahrhundert stammendes Votivbild zeigt eine kniende Frau vor einem Bett, darüber ein Herz. Ein weiteres Bild mit der Muttergottes aus dem 19. Jahrhundert ist oben spitz geschweift. Das nächste zeigt eine Kuh zwischen Bäumen und trägt die Inschrift „Verlobt 1876“. Auf dem letzten Bild der Nordwand ist wiederum die Muttergottes dargestellt.
Auf dem ersten Bild an der Südwand kniet die Stifterin unter einer Muttergottes. Es trägt die Inschrift „EX VOTO 1882“. Das nächste ist mit „1859“ bezeichnet und zeigt eine kniende Frau unter einer Muttergottes. Ein weiteres Bild mit einer knienden Frau unter einer Muttergottes trägt die Inschrift „Verlobt zu Maria Einsidlen 1836“. Das nächste ist mit „1838“ bezeichnet. Es zeigt eine kniende Frau mit einem Wickelkind unter einer Muttergottes. Ein kniender Mann unter einer Muttergottes ist auf dem nächsten Bild zu sehen. Es ist mit „1844“ bezeichnet. Eine Kuh unter einer Muttergottes zeigt das nächste mit „1879“ bezeichnete Bild. Ein am Ende des 19. Jahrhunderts entstandenes Bild mit einer Kuh und einem Kalb in einer Landschaft schließt die Votivbilderreihe ab.